# Guo Wenjun
Dans ce nom, le nom de famille, Guo, précède le nom personnel.
Pour les articles homonymes, voir Wenjun.
Guo Wenjun, née le 22 juin 1984 à Xi'an, est une tireuse sportive chinoise, double championne olympique 2008 et 2012 dans l'épreuve du pistolet à air comprimé 10m.

## Palmarès

### Jeux olympiques
- Jeux olympiques de 2012 à Londres (Angleterre) 
  -  Médaille d'or sur l'épreuve de pistolet à air comprimé 10m.

- Jeux olympiques de 2008 à Pékin (Chine) :
  -  Médaille d'or sur l'épreuve de pistolet à air comprimé 10m.

### Championnats d'Asie
- Championnats d'Asie de tir 2007 à Koweït City (Koweït) :
  -  Médaille d'or sur l'épreuve de pistolet à air comprimé 10m.

### Jeux asiatiques
- Jeux asiatiques de 2006 à Doha (Qatar) :
  -  Médaille d'or sur l'épreuve de pistolet à air comprimé 10m.